# خوان لوبيز (كاهن كاثوليكي)
خوان لوبيز (بالإسبانية: Juan López)‏ هو كاهن كاثوليكي إسباني، ولد في 27 يناير 1455 في بلنسية في إسبانيا، وتوفي في 5 أغسطس 1501 في روما في إيطاليا.